# Enforcer (oven)
Enforcer (pogovorno: Oven), znan tudi kot veliki ključ je izraz dan posebnemu proizvodu ovna, ki ga uporablja britanska in druge policije za vstope v prostore.

## Konstrukcija
Enforcer ima jekleno cevasto konstrukcijo z jekleno podlogo na udarnem koncu, tako da lahko absorbira udarce in ročaj na nasprotni strani kota, tako da ga lahko uporabnik natančno zaniha, ne da bi dejansko uporabil svoj lastni pritisk bolj kot je potrebno.  Na sredini je cevast ročaj, ki uporabniku pomaga pri rokovanju z njim. Oven lahko na vratne ključavnice deluje z več kot tri tone udarne sile, dolg je 58 cm in tehta 16 kg.

## Policijska uporaba
V Londonu jih vsebujejo operativna vozila policije v metropolitanskih policijah in večina postajnih kombijev. V večini sil lahko policist uporablja takšno orodje le, če se je udeležil tečaja usposabljanja za varno ravnanje in operativno uporabo z dotičnim orodjem. Prav tako je obvezno, da uporabnik nosi rokavice, da zmanjša šok, ki se ustvari, ko oven udarja ob vrata.